# ねじ巻き精霊戦記 天鏡のアルデラミン
『ねじ巻き精霊戦記 天鏡のアルデラミン』（ねじまきせいれいせんき てんきょうのアルデラミン）は、宇野朴人による日本のライトノベルおよびそれを原作としたメディアミックス作品。イラストはさんば挿が担当していたが、第6巻から体調不良により竜徹に交代する。電撃文庫（アスキー・メディアワークス→KADOKAWA）より2012年6月から2018年8月まで刊行された。2017年3月時点でシリーズ累計発行部数は78万部を記録している。
第2回ラノベ好き書店員大賞にて3位を獲得している。『このライトノベルがすごい！』作品部門では2014年版で2位、2015年版で10位、2016年版で3位を獲得しており、2020年版で発表された「2010年代総合ランキング」では5位に入っている。
『電撃マオウ』にて川上泰樹による本作のコミカライズが2014年7月号から2017年7月号まで連載された。

## あらすじ
火・水・風・光の四大精霊が実体として存在し、人間のパートナーとして共に生きる世界……。国力は衰え、政治は腐敗して皇帝は傀儡と化しているカトヴァーナ帝国は、貴族・軍人・役人たちの汚職と怠慢により、国としての寿命が尽きかけようとしており、内政の失敗を戦争で購おうとしていた。
そして、カトヴァーナ帝国の政治的失敗を利用して、弱小国に過ぎなかった隣国のキオカ共和国は急速に勢力を拡大し、難民や科学者などを積極的に受け入れて開拓や新技術の開発を推し進め、またたく間に発展・繁栄を遂げていた。
さらに、カトヴァーナ帝国北方に位置する宗教国家ラ・サイア・アルデラミンは、両国に匹敵する国力と軍事力をも保有しており、アルデラ教の総本山でもあることから無視できない存在であったが、キオカ共和国と同盟を結んでカトヴァーナ帝国への弾圧を強めようとしていた。

### 原作1巻
カトヴァーナ帝国の少年イクタ・ソロークは、昼寝と徒食と女漁りに精を出し、日々を怠けながら過ごしていた。しかし彼は、帝国一の科学者アナライの弟子の一人であり、後に「常怠常勝の智将」と呼ばれ、若くして元帥にまで上り詰める比類なき才気を持っていた。
イクタは、軍部の名門イグセム出身の昔馴染みの少女ヤトリシノと、「帝立図書館司書のポスト」を交換条件に彼女の首席合格をサポートする約束を交わし、高等士官試験に臨むことになる。
しかし、イクタ達が乗る二次試験の会場へ向かう船が嵐によって沈没し、ヤトリや同じ受験生たちである面々……、狙撃が得意な好青年トルウェイ、上昇志向が強く小太りの突撃兵マシュー、失言の多い衛生兵ハローマ、そしてまだ幼き帝国第三皇女シャミーユと共に、帝国と戦争状態にある隣国のキオカ共和国の領土に流れ着いてしまう。
イクタの活躍もあってどうにか無事、共和国から帝国に帰還した彼らは、『帝国騎士』の称号を与えられる。それによりイクタは、絶対になりたくないと思っていた軍人に貴族、そして英雄になってしまった。さらに、幼いながら腐敗した帝国を憂うシャミーユ皇女に、科学の徒「アナライの弟子」であること、そして帝国史上屈指の名将にして命令無視により獄中死した元英雄バダ・サンクレイ大将の息子であることを知られたことで、安泰であったはずの彼の人生は一変してしまう。
士官学校に入学したイクタ達は、上級生たちとのイザコザに巻き込まれるが、イクタの知略を駆使した指揮により軍事訓練で圧勝。その訓練中に起こったシャミーユ誘拐にも迅速に対応し、生徒の間でも頭角を現していく。

### 原作2～3巻
シナーク族による北域動乱の鎮圧のため、士官学校の生徒達は北域に駆り出されるが、イクタの知略により敵を撃破。さらには、謝意の証としてイクタは自らの小指を切断することで、シナーク族の族長である少女ナナク・ダルを説得することに成功する。そして、この動乱における真の敵が、シナーク族を唆したキオカ共和国であることを突き止める。
そんな中、キオカ国軍とアルデラ神軍12000人による軍事侵攻が開始され、カトヴァーナ軍8000人の撤退を支援するため、イクタは1個大隊とシナーク族を含めて1000人足らずで、足止めすることになる。『不眠（ねむらず）の輝将』とも呼ばれるキオカ共和国陸軍少佐ジャン・アルキネクスとの激しい知略戦が繰り広げられる中、圧倒的劣勢を覆すべく奇襲による乱戦を仕掛けたイクタは、脅迫じみた心理戦の交渉に持ち込み、みごと撤退に成功するのであった。
イクタに天賦の才を確信したシャミーユは、イクタに『帝国軍のトップ』まで登りつめるよう懇願する。それは「キオカとの戦争に善戦して、余力を残しつつ戦争に上手に負ける」ことで、カトヴァーナ固有の文化を保ったまま、キオカ共和国の文化・経済・政治哲学をもって腐敗したカトヴァーナ帝国を浄化しようという、国家転覆にも等しい反逆のクーデター計画であった。

### 原作4～5巻
数ヵ月後……。キオカ共和国に奪われた旧東域のヒオレド鉱山を取り戻すべく、帝国はキオカに占領されている港と制海権の奪還をエリーネフィン・ユルグス海軍大将率いる第一艦隊に命じ、そこに騎士団の一団とシャミーユ皇女が援軍として乗り込む。騎士団に嫉妬するポルミニュエ・ユルグス海軍一等海尉に、一同は徹底的にこき使われる。
そんな中、突然キオカの軍艦が現れ、ポルミニュエが操船する暴竜号は、想定外であったキオカ艦に搭載された爆砲の圧倒的な攻撃により、航行不能にされ撤退を余儀なくされる。圧倒的な不利を覆すべく、天候を読む「鷹匠の民」をルーツに持つ、キオカ海軍唯一の女性司令官であるエルルファイ・テネキシェラ率いるキオカ第四海軍との交戦が始まるが、騎士団の活躍により勝利を収めて敵軍を捕虜にすることに成功する。
しかし、シヴァ少将が包囲するヒオレド鉱山では、北域動乱での因縁のある「不眠の輝将」ジャン・アルキネクスが救援に駆けつけており、キオカは降伏を拒絶して両軍はにらみ合いの状況へと突入する。イクタは、敵の捕虜を解放して敵軍に引き渡すことで敵の備蓄食料が尽きさせようとするが、ジャンは味方兵が増えたことを幸いに、脱出坑道を掘ることで支援物資を入手しようと画策する。
そんな中、中央ではレミオン大将によるクーデターが勃発。ヤトリはイグセム派としてレミオン派を鎮圧するため、帝国への帰還を命じられる。想定外の事態にイクタは、大天幕に集めた将校らの前で自らの素性を明かし、かつて父が率いた精鋭部隊旭日連隊を再編。イグセム派とレミオン派の争いを最小限に抑えるべく、中央へ出立する。

### 原作6～7巻
レミオン派により包囲されていたイグセム元帥は、叔父であり帝国陸軍名誉大将のヨルンザフ・イグセムの助太刀により窮地を脱する。ヒオレド鉱山から戻ってきたヤトリらも合流し、イグセム派はひとまずミオガロキ州に拠点を構える。帝都を制圧したレミオン派は腐敗貴族を一掃していくが、保護する予定だった皇帝はトリスナイとともに姿を消していた。
互いに次の一手を出せず状況が膠着しかける中、旭日連隊もまた中央へと帰参。イクタはイグセム元帥とレミオン大将を招き、三つ巴の会談で二人の大将帥を相手に一歩も引かない舌戦を繰り広げる。

### 原作8～10巻
2年後、皇帝となったシャミーユは苛烈な独裁政治を強行し、不正を行う貴族・役人・軍人・商人たちを断罪していった。だがイクタは、家族同然だったヤトリシノを亡くした喪失感から心を閉ざして廃人同様となり、シャミーユによって後室に匿われていた。(第8巻まで)
そんな中、宗教国家ラ・サイア・アルデラミンの教徒が、カトヴァーナ帝国のアルデラ教徒たちに接触していることが判明する。シャミーユは、センパ・サザルーフを隊長として、マシューとハロをその偵察に向かわせるが、キオカのスパイであるハロの別人格パトレンシーナの暗躍により次々と問題が発生し、2万人ものアルデラ教徒たちの亡命を許してしまう。
ただちに軍を招集して亡命者を追う3人だったが、キオカ軍により進軍を阻まれ、キオカ軍の不眠の輝将ジャン・アルキネクスの策によって混乱状態に陥り、部隊が散り散りになって森に置き去りになってしまう。一方、捕虜となっていたキオカ海軍将校エルルファイ・テネキシェラ達は、協力者との連携により脱獄に成功し、多数の亡命者たちを盾にしてキオカ軍へ合流しようとする。
その頃、帝国陸軍大将クバルハ・シバによって後室からイクタを連れ出されたイクタの前に、ヤトリの父親であるソルヴェナレス・イグセムが現れ、家族の写真を見せられたイクタは眠りから目覚める。そして、父バダ・サンクレイが「戦犯となることを覚悟して、国のためでなく家族のために戦った」ことを聞かされたイクタは、シャミーユと仲間達を助けるため立ち上がるのであった。(第9巻まで)
三度目となった「常怠と不眠」による激しい知略戦の末、一時停戦となりエルルファイら海軍はキオカに戻り、1000人の亡命者が帝国に戻される。そして、イクタは、ハロこそがキオカ軍の内通者であると断定し、ハロとその別人格のパトレンシーナに対して「騎士団の仲間」として扱う。ハロは、キオカのスパイを辞めて、帝国軍に残るのであった。(第10巻まで)

### 原作11～12巻
イクタの推薦により、「アナライの弟子」の2人が文官として仕えることになる。礼儀知らずで極論好きのミルバキエは、暴論を展開しつつも的確に、がんじ搦めになった国政をパズルのように紐解いていく。だが、女帝に対してもまったく礼節のないその言動に、シャミーユは振り回される。
そんな中、辺境で自給自足を営もうとする集団が急増しており、自給の限界ラインを越してこのままでは飢餓や暴徒化が予想されることから、シャミーユ自ら出向いて解決を図ることになる。だが、かつての反乱軍だった集団の一部が、シャミーユを拉致しようと暴動を決起。ハロは自ら囮となって逃げ、別人格パトレンシーナとなって戦い、手ひどい拷問を受けてしまう。(第11巻まで)
ラ・サイア・アルデラミンの地で三国会談が始まり、各国の最高指導者が一同に集まる。そこへ科学者アナライ・カーンが加わり、「精霊が古代文明の科学により産み出されたこと」をラ・サイア・アルデラミンのイェナーシィ・ラプテスマ教皇に追及するなど、会談は思わぬ方向へと転がっていく。そしてイクタは、ジャンやエルルファイ、ハロ、そしてシャミーユたちを不幸に陥れてきたキオカの執政官アリオ・キャクレイに対して、苦言を呈するのであった。
その後、精霊たちが突然に「試練を課す」ことを宣言しだし、数学や科学などに関連した問題が次々と出題され、アナライ博士を筆頭にしてイクタやジャンを始めとした三カ国は共同で、精霊の出題する問題を解き明かしていく。やがて知性水準が認められたアナライ博士、イクタ、ジャンと、真相を知るラプテスマ教皇の4名のみが遺跡内部へと入場を許される。そこで、情報開示されたイクタの精霊クスによって、精霊を造り出した『かつて繁栄した古代文明』について説明される。(第12巻まで)

### 原作13～14巻
マシューとポルミニュエ・ユルグスとの婚約が決まり、マシューは陸軍所属のまま海軍との橋渡しをすることになる。帝国軍は、キオカが配備を進めている『爆砲』の導入を急ぎ、要塞を瞬く間に破壊してしまうその圧倒的な破壊力に動揺するが、イクタにより塹壕が効果的であることが証明される。
その頃、かつて北域鎮台の司令長官サフィーダが、レミオンによる騒乱に乗じて脱走して死刑を免れ、孤児に交じって貧民街で暮らしているところを発見される。サザルーフはかつて死んでいった仲間達のため、サフィーダを捕えて死刑をもって断罪しようとする。だが、サフィーダは人攫いにあった子供を守るため戦い、自らサザルーフに助けを求めた後に「ずっと軍人になりたかった…」と言い残して亡くなるのであった。(第13巻まで)
帝国とキオカによる最終決戦が始まる。帝国軍はすべての要塞を放棄して、鉄条網を張り巡らせた塹壕地帯で待ち受ける。圧倒的多数の『爆砲』を持つキオカだったが攻めあぐね、さらなる超巨大爆砲『巨砲』を実戦に投入してくるが、帝国軍は弾道予測による機動防御によりこれを回避する。キオカ軍が『巨砲』『揚気』により地形を変えることで進軍をすれば、帝国軍はすぐさま後方へと撤退……と、一進一退を繰り広げる。
一方、キオカ海軍から敗走した帝国海軍であったが、マシューによる陸からの爆砲射撃の援護により、キオカ海軍に圧勝。キオカによる二面攻撃を阻止したことと、過度の負担によりキオカ総指揮官ジャン・アルキネクスが倒れたことで、キオカ軍は撤退を始めたことから帝国の勝利かと思われた……。
だが、イクタは「帝国軍の敗北」であると玉音放送で全帝国国民に告げ、自らが逆賊の汚名を着ようとしていたシャミーユの企てを阻止してしまう。国民裁判にかけられたイクタは、シャミーユの呪縛を解き放つため裁判で悪態をつきまくり、自身の希望もあり「死刑」が宣告され斬首刑により亡くなる。

#### エピローグ
その後、キオカとの和平交渉が始まり、カトヴァーナ帝国は民主化に向けて動き出していた。2年後には帝室を廃止、それからさらに5年後にはシャミーユは自ら帝室を降り、『カトヴァーナ共和国』へと変わった。戦争から10年が経過し、精霊たちによって保留されていた科学情報の開示が始まり、シャミーユの操縦する『飛行機』に乗り込んだ騎士団たちを乗せて、遥か未来に想いを巡らせたところで物語は終わりを告げる。
それから数千年ほどの時が過ぎ、かつてスキャンされていた記憶データ・DNAデータなどを元にして、未来の科学者たちは『過去の偉人や英雄たち』を科学力によって蘇らせていた。「英雄」として再創造されたイクタそっくりの幼い少年は、ヤトリそっくりの幼い少女と出会い、頭に浮かんだお互いの名前を呼びあうのだった……。(第14巻まで)

## 登場人物

### カトヴァーナ帝国

#### 騎士団
高等士官試験中の遭難における一連の騒動で、シャミーユ皇女を無事に連れ帰った功績を称えられ、帝国騎士の叙勲を受けた五人組。第三皇女のコネを借りて高等士官試験をパスした意味もあり、当初は嫉妬と軽蔑の濃い呼び名だったが、幾多にも及ぶ活躍により、その勇名は高まっていく。
イクタ・ソローク
声 - 岡本信彦、M・A・O（少年期）
精霊-光精霊クス
本作の主人公。初登場時17歳。階級は陸軍准尉（1巻）→中尉（3巻）→元帥（10巻）。
昼寝と徒食と女漁りが趣味という怠け者。常日頃からいかに怠けるかを考えており、隙あらば仕事や訓練をサボタージュしている。「賢者と愚者」という異なる二面性を持つ、本作における「トリックスター」であり、シリアスな緊張を和らげる「コミックリリーフ」役も務める。
女癖は大変悪く、スーヤ・ミットカリフをはじめイクタの女癖の悪さを知る女性からの私的な印象は総じて悪い。ヤトリとは、互いに相手を己の半身として扱っており、恋愛感情すら越えた域で信頼しあっているが年上好きを公言して憚らず、年上であれば初対面の女性を臆面もなく口説く。特にヤトリシノ不在の時などは歯止めが利かず、マシューから「やりたい放題」とまで言われている。女性に対する接し方は一部を除いて丁寧であり、好意をもった女性とは付き合うどころか肉体関係にまで及んでいることが多く、時には夫のいる女性にも不倫と承知で手を出している。イクタが複数の女性と肉体関係に及んでいることはヤトリも把握しており、表向きは不干渉で通している。
男性からの私的な印象は総じて悪い。トルウェイを始めとするイケメンには総じてぞんざいな扱いをするうえに、マシューのようにからかい甲斐のある人物には粘着に近いほど構う傾向がある。このため非常に温厚な男性陣であっても擁護しきれないほど人格面が問題視されている。状況を打開するために敢えて偽悪的に振舞うなど自分から憎まれ役になることも辞さないが、公的には畏敬の念をもたれても私的には反感をもたれる部分が災いし、ヤトリやトルウェイをはじめ皆から信頼のある者たちで周囲を固めた末に、ようやく兵が指揮に従うという事態も引き起こしている。
故バダ・サンクレイの忘れ形見であり、本名はイクタ・サンクレイ。父親のこともあって本人は軍人を毛嫌いしているが、帝国史上屈指の名将と謳われた父親譲りの才は当世随一であり、作中では、後の世において「常怠常勝の智将」と呼ばれることになると明言されている。まだ経験が浅いにもかかわらず、圧倒的劣勢の中でキオカ屈指の名将であるジャンと対等に渡り合うなど、軍師としての才能は常人の域を遥かに凌駕している。特に戦況予測に秀でており、目に見えない敵軍と友軍の状況を完璧に把握するという、未来予知じみた神技も披露している。戦術指揮能力にも長け、特にヤトリとの連携は思考のレベルから協調していると思わせるほどの冴えを見せる。
『アナライの弟子』の一人であり、アナライが提唱する「科学」の概念を独自解釈した哲学を持っている。「科学的」というフレーズを作戦行動中にもよく口にしており、「怠ける時は怠けるが、怠けるための努力は惜しまない」という彼の行動の規範となっている。
クーデター勃発により国軍が真っ二つに割れた際、ヤトリを後戻りできない状況から救い出すため、自らの過去を公にして旭日連隊を再結成。第三勢力としてクーデターに介入し、二人の大将帥を相手に一歩も引かぬ攻防を繰り広げる。
ヤトリの死後は半ば廃人と化し、2年のあいだ後宮に匿われていた。しかし、ソルヴェナレスの計らいにより死に際のヤトリの言葉を思いだし、再び前へ進むことを決意。シャミーユを全霊で守ることと、騎士団の仲間を二度と自分より先に死なせないことを誓い、陸軍元帥となる。
『このライトノベルがすごい！』男性キャラクター部門では2015年版で10位を獲得している。
ヤトリシノ・イグセム
声 - 種田梨沙
精霊 - 火精霊シア（声 - 山崎はるか）
本作のヒロインの一人。愛称はヤトリ。初登場時17歳。階級は陸軍准尉（1巻）→中尉（3巻）→中佐待遇勤務少佐（7巻）→元帥（10巻：死後追贈）。
旧軍閥名家の一つにして、『忠義の御三家』筆頭であるイグセム家の長女。性格は質実剛健そのものだが、ユーモアを解さない訳ではなく、イクタとのウィットに富んだ舌戦は騎士団では見慣れた光景。イグセムの係累として帝室には絶対の忠誠を誓っており、その在り様は見る者を畏怖させることすらある。
戦闘能力、指揮能力、戦略眼といった軍人としての資質を高い水準で持ち、イグセムの二刀を振るう剣腕は鬼神のごとき強さを誇る。
イクタの過去を知る数少ない人物の一人。彼とのあいだの「万人の理解を超える」とまで表される絆の強さや在り方は、戦場にあって味方すら戦慄させるほどの連携を見せる。一方で二人に具体的な恋愛関係はなく、本人達も否定している。しかしイクタとの仮定の問答や、着飾った時に送られた彼らしからぬ照れ隠しの賛辞とその応対など、ある意味それ以上の関係の深さを垣間見せることもある。
クーデター勃発に際し、イグセム派の将校として最前線で指揮を振るう。その最中、使命という鎖に縛られた己の人生をルシーカ・クルツクに憐れまれ、強い衝撃を受けた。元帥からの命によりイクタを殺さねばならない状況に陥ると、自分の中の「ヤトリシノ」を完全に葬り、ただ一人の「イグセム」として戦場に赴く。
クーデターの終盤、トリスナイに唆された者たちの凶弾からイクタを守り、致命傷を負う。最期はイクタの腕の中で、彼へ感謝の言葉とある願いを伝え、イグセムではないただ一人のヤトリシノとして死亡した。
死後、イクタの元帥任命に伴い元帥の称号を与えられる。
トルウェイ・レミオン
声 - 金本涼輔
精霊 - 風精霊サフィ
初登場時17歳。階級は陸軍准尉（1巻）→少尉（3巻）→中尉（4巻）→中佐（8巻）。
旧軍閥の名家、『忠義の御三家』の一つレミオン家の三男。爽やかな外見のイケメンであり、見た目通りの好青年。イケメン嫌いのイクタもその人の好さは認めており、女性以外の「イっくん」呼びも許している（いくら言っても聞かないので諦めた面もある）。純情で一途で、イクタ曰く「孤高の戦士」。娼館の潜入捜査を提案された時にも、案外乗り気だったサザルーフとは違い、心から嫌がっていた。また、ヤトリシノに片思いしているが、気付かれないどころか本人からはライバル視されている。
軍人には向かない優しい性格をしているが、レミオン家に生まれた己の使命を理解して戦場に立つなど、強い芯を持っている。過酷な状況においても敵味方の死を心から悲しむ点は、イクタから「騎士団の良心」と評されている。
「銃撃のレミオン」の名に恥じぬ高い射撃能力を持っているが、近距離からの銃撃は体が震えてしまうために命中率が低い。一方で敵が遠距離にいるほど命中精度は高くなるため、エアライフルを用いた150メートル以上のロングレンジ狙撃を可能とする。
クーデターが終結しイグセムの時代が終わりを告げると、次世代の戦場では自分たち銃兵が主力となることを強く自覚するようになる。
マシュー・テトジリチ
声 - 間島淳司
精霊 - 風精霊ツゥ
初登場時17歳。階級は陸軍准尉（1巻）→少尉（3巻）→少佐（8巻）。
旧軍閥のテトジリチ家の長男。体型はやや太め。高等学校時代からイクタとヤトリシノとは知り合いで、イクタには特にからかい甲斐のある相手として一方的に親友扱いされている。本作における「コミックリリーフ」である。
人一倍上昇志向が強いが自身の容姿が優れていないことは理解しており、イクタやヤトリ、トルウェイといった英才の陰に埋もれがちで、本人は忸怩たる思いを抱いている。しかし着実に軍人としての成功を収めており、巻を重ねるにつれ著しい成長を見せている。ハローマの評価としては軍人として十分に優秀であり、イクタのように特定の方向に偏りすぎている人材と自身を比較すること自体が間違いとされている。自身が慎重を越えて臆病であることは自覚しており、臆病さを利用して必ず戦場から生きて帰るよう奮起するよう心掛けるようになった。
騎士団内での能力は高いとは言えないが、イクタやトルウェイとの作戦行動の中で軍人としての能力は日々高まっている。また、イクタの指揮の足を引っ張ったことはなく、火線防御作戦においても見事イクタの期待に応えて見せた。
ハローマ・ベッケル
声 - 千菅春香
精霊 - 水精霊ミル
初登場時19歳。愛称はハロ。階級は陸軍准尉（1巻）→少尉（3巻）→少佐（8巻）。
騎士団における唯一の衛生兵。高等士官試験行きの船で偶然イクタたちと居合わせた。服の上からでも分かるほど抜群のスタイルの持ち主であり、特にシャツが盛り上がってしまう部分の成長は著しく、軍服の上着部分については外していることが多い。優しい性格だが押しが弱く、よくイクタに口説かれている。またかなりの天然で、無自覚の失言で相手を落ち込ませることがままある。

#### 帝室・宰相
シャミーユ・キトラ・カトヴァンマニニク
声 - 水瀬いのり
本作のヒロインの一人。初登場時12歳。カトヴァーナ帝国第三皇女。帝国内とりわけ帝室の腐敗を憂いており、一刻も早く帝国を救おうとしている。高等士官学校の試験にて未来の士官たちとコネクションを作ろうとしたところ、船が沈没してイクタ達と共に漂流することになる。
国民には伏せられているが、3歳～11歳までキオカ共和国に政治的人質として出されており、キオカ共和国では英才教育を受けている。そのため、12歳としては非常に優れた才媛ではあるが、漂流した直後や誘拐された時などには、年相応の動転した態度を見せる。
他人の感情を逆なでしてしまう発言も多く、イクタの両親について調べ喜々として語った際には、本気でイクタの殺意を招きかねないほど激怒させてしまった。
自らのクーデター計画を実現するための人材として、偶然に出会ったイクタを見出し、根回しを行うことでイクタを軍のトップに付けようと画策する。
7巻にて、父である今上帝が崩御し、新皇帝に即位する。徹底した独裁政治を行い、汚職や不正を正す一方で、多くの臣下に恐れられる存在となっている。
アルシャンクルト・キトラ・カトヴァンマニニク
声 - 田中完
カトヴァーナ帝国皇帝。シャミーユからは「今上」とも言われる。40過ぎではあるが、老人のような生気を失った肌をしており、人生に疲れ果てている。かつては理想に燃える若き君主だったが、続く失政に絶望し次第に政務を顧みなくなる。
トリスナイ・イザンマ
カトヴァーナ帝国宰相。国と皇帝に忠誠を誓っており「佞臣」という言葉が形となったかのような人物だが、狐のような外面の奥には底知れない異常性を秘めている。没落しつつある帝国を支えてきた能吏である一方、現在の腐敗を生み出した元凶でもある。皇帝としてのシャミーユの能力や資質を高く評価しているが、シャミーユからは蛇蝎のごとく嫌われている。奇形児ゆえ皇籍を追われた過去を持ち、アルシャンクにとっては弟、シャミーユの叔父に当たる人物。同志であった兄との悲願を果たし皇室を再興するべく、シャミーユを理想の皇帝として推戴するため暗躍する。

#### 帝国軍人
スーヤ・ミットカリフ
声 - 秋河あゆむ
陸軍曹長→准尉（8巻）
二十歳前後の女性軍人で、イクタの受け持つ小隊の副官。
実は、イクタがそうとは知らずに口説こうとしていた昔の不倫相手の娘であり、当初は母の間男であったイクタに非常に険悪な態度をとり小隊の隊員も彼女にならってイクタに従わなかった。しかし、トルウェイの兄二人との模擬戦を経て態度が軟化、北域動乱の折に急遽共同戦線をとることになったシナーク族を助けるために小隊から多くの被害が出たことでイクタに突っかかったが、その後の祝杯で半ば仲直りをした。
センパ・サザルーフ
声 - 松本忍
陸軍中尉→大尉（2巻）→少佐（4巻）→准将（8巻）
若中年の軍人。器用で要領がいいが、根本的に人が好く苦労性なところがあり、尊敬できる数少ない上司としてイクタをはじめとした部下からは慕われている。
元北域鎮台第一連隊所属の軍人だったが、北域動乱においてイクタら騎士団の実質的な上官となる。部下からの言葉にも耳を傾け、上官にも意見を崩さない姿に、北域動乱時には騎士団から「最高の上官」と称えられる。しかし、それ故に合理的な判断を下したイクタとヤトリに巻き込まれる形で北域撤退時の貧乏くじをひかされ、イクタたちとともに生き残り帰還した後もイクタに北域動乱の英雄として祭り上げられる。
その後、サフィーダ中将の軍法会議およびシナーク族の移民問題を議題とする会議に出席させられ、イクタの用意した案を提案し、騎士団と共にユナクラ州へと赴任する。
ハザーフ・リカン
声 - 楠見尚己
東域鎮台司令長官。陸軍中将。名将と謳われ、数多くの部下から慕われていたが、東域の戦争において戦死する。
イクタは彼を評価しながらも敗れることを予測しており、キオカ共和国から帰還した際に偶然出会ったリカン中将に帝国の失政を補うための生贄にされていることを指摘するも、リカン中将はすべて理解した上で軍人としてそれを受け入れた。
かつてバダ・サンクレイの元でクバルハ・シバと共に日輪の双璧と称されていた。
イソン・ホー
声 - 杉田智和
陸軍大尉。シャミーユ親衛隊隊長。
リカン中将の教え子。
リカン中将が戦死したのをきっかけに部下達と共にシャミーユを誘拐しようとしたがイクタ達に拒まれ死亡した。
タムツークツク・サフィーダ
声 - 桜井敏治
北域鎮台司令長官。陸軍中将。 → 二等兵
プライドが高く、精霊の没収・虐待などをはじめとしたシナーク族への弾圧を行った北域動乱の元凶。北域動乱時には、まだ戦う部下を見捨て側近と共に真っ先に逃走、安全圏に辿り着いた後も現場指揮に関わらず事態の悪化を招いた。停戦後、軍法会議にて財産を没収され、二等兵に降格となった上で銃殺刑が言い渡された。
その後、死刑になったと思われていたが、レミオン派によるクーデターにおける混乱に乗じて独房から脱走していた。その後、貧民街に隠れていた所を見つかり、軍に追われることになる。だが、人攫いにあった子供を守るため戦い、自らサザルーフに大声を出して助けを求めた後に、「ずっと軍人になりたかった…」と言い残して亡くなる。
少年時代には努力をして出世しようと志していたが、貴族である父がコネを使って高等士官試験に手を回したり、サフィーダを前線から外した上に出世するよう働きかけていた。そうした事から次第に、努力することに興味を失い、立場を手放すことを恐れ、次第に退廃して部下に仕事を丸投げして、抑圧された願望はねじ曲がって弱者を迫害することに拍車をかけることになる。
ユスクシラム・トアック
声 - 樫井笙人
陸軍少佐。サフィーダ中将の半ばお守りをさせられていた人物で、優秀であるが出世コースから外れている。サフィーダ中将の暴政に頭を抱えており、現場でのやりとりをトアック自らが行うことで事態の悪化を防ごうと努力していた。ヤトリたちにも好意的に接しており、サフィーダ中将の暴政でヤトリたちの目が曇らないことを願っていた。北域動乱時に死亡。
デインクーン・ハルグンスカ
声 - 山本格
陸軍准尉。騎士であることを標榜する軍人。北域鎮台では珍しい熱血漢で、イクタとはソリが合わない。北域動乱時に死亡。
ソルヴェナレス・イグセム
声 - 小山力也
帝国軍元帥→名誉元帥（8巻）
ヤトリシノの父親。愛称はソル。
厳格な軍人。帝室に対する忠誠心が非常に高く、軍隊における規律には人一倍厳しい。イクタの素性を知っており、皇女に喋らされた。
テルシンハ・レミオン
陸軍大将。トルウェイの父親。愛称はテル。
冷静で実直な軍人だが、根は気さくで優しい性格。しかし軍人として優秀であるが故に他人の心情に疎い部分がある。
かねてから貴族たちによる腐敗した政治に憤っており、勅命によるヒオレド鉱山攻略のため多くの軍人が出兵した隙を狙い、軍事クーデターを起こす。
サリハスラグ・レミオン
声 - 子安武人
トルウェイの長兄。イクタに強い恨みを持っている。トルウェイに対してはダメな弟だと思っている。
スシュラフ・レミオン
声 - 武内駿輔
トルウェイの次兄。立場的にサリハスラグに従っているがトルウェイのことも嫌っているわけではなく、トルウェイがサリハスラグに反論しないことを残念に感じている。ヤトリたちにも比較的好意的に接しており、戦略眼に優れた彼女の意見にはきちんと耳を傾けサリハスラグにも進言した。
エリーネフィン・ユルグス
海軍大将。一見して女か男か分からないがオカマ。
ポルミニュエ・ユルグス
海軍一等海尉。美しい顔立ちをしているが頬に傷を持つ女性。エリーネフィン・ユルグスの姪にあたる。
若くして帝国騎士の叙勲を受け、戦地で功績をあげたトルウェイやマシューを目の敵にし、海の上で徹底的ないびりを行うが、途中で乗船したイクタにより亀甲縛りなどをされ完全にペースを崩される。初陣でキオカの新兵器によって惨敗する。
クバルハ・シバ
陸軍少将→大将（8巻）
かつてハザーフ・リカンと並び「日輪の双璧」と称された名将。
バダやリカンが戦争と失政による生贄に捧げられたことで帝国に絶望していた。しかしクーデターの勃発をキッカケとしたイクタによる『旭日連隊』召集により、かつての覇気を取り戻す。
カンナ・テマリ
声 - 葉山いくみ
帝国軍一等兵。本好き。

### キオカ共和国
ジャン・アルキネクス
声 - 福山潤
精霊 - 光精霊ルナ
キオカ共和国陸軍少佐→大佐→少将（8巻）アルデラ神軍客員将校。初登場時（3巻）21歳。
人呼んで『不眠（ねむらず）の輝将』。睡眠を必要としない特異体質の持ち主で、後世の歴史書において『常怠常勝の智将』と並び謳われる当世の麒麟児。若年でありながら少将にまで出世していることから、年配の将校や佐官などから煙たがられることが多く、戦場では彼らの命令違反により作戦が失敗することが少なくない。のち政界に転身し、師父アリオ・キャクレイを失脚させキオカ共和国執政官となる。
小国バユシエ出身だが、幼少期に隣国ラオとの戦争に巻き込まれて家族ともども奴隷となった凄惨な過去をもち、気を失っている間に家族全員が虐殺された経験が特異体質のきっかけとなっている。
母語であるバユシエ語を使う癖があり、会話の最初に、Yar(同意)、Hum(不満)、Mum(無言)などの英語と思われる言語や、Nyet(否定)などロシア語と思われる言葉を話すことが多い。その他、Syah(シア)など、元となった言語が特定できない言葉もある。
ミアラ・ギン
声 - 金元寿子
キオカ共和国陸軍中尉。ジャンの副官。初登場時（3巻）20歳。メガネをかけた伶俐な女性。
タズニヤド・ハッラー
声 - 杉崎亮
キオカ共和国陸軍大尉。初登場時（3巻）32歳。
エルルファイ・テネキシェラ
キオカ共和国海軍少将。「白翼の大母」の異名を持つキオカ第四艦隊司令官。

### その他の人物
アナライ・カーン
声 - 麦人
科学者。今はキオカに亡命している。イクタやヤトリをはじめ、「アラナイの弟子」と呼ばれる科学者たちの師。アルデラ教の教義にとらわれず科学を探究する好奇心旺盛な人物で、各国から異端認定を受けながらも日々研究を続けている。
バダ・サンクレイ
声 - 藤原啓治
故カトヴァーナ帝国軍大将。『日輪（にちりん）』とあだ名されたイクタの実父。
帝国史上屈指の名将として名高かったが、作戦行動中の命令無視により「戦犯」の汚名を着せられ獄中死した。その存在は今なお帝国軍の高官たちの中にあり、「戦犯」とされながらも慕う人物は未だ多い。
ソルヴェナレスとテルシンハを派閥の垣根を越えて結びつけた人物であり、二人の愛称を最初に呼び始めた。
ユーカ・サンクレイ
声 - 井上喜久子
イクタの実母。故人。
皇帝によってキオカから後宮に召し上げられ、戦功としてバダに下賜されたという美女。
マザコンのイクタ曰く「世界でいちばん優しくて素敵な女（ひと）」であり、彼女が死んだ日をイクタは「人生最悪の日」と語っている。
ナナク・ダル
声 - 高橋李依
シナーク族族長の少女。イクタとは幼馴染であり、片想いの相手。幼い頃、「夜這い」の意味を知らずに、イクタに夜這いに行ったことがあるが、その後はおしゃべりして過ごした。
ヤトリシノとは短時間ながら真っ向から渡り合えるほどの、双剣での型破りな剣技を見せる。

## 用語

### 精霊
手のひらほどの大きさで、人間と意思疎通ができる人型の存在。火・水・風・光の4つの種類に分けられており、これらを四大精霊という。種類別の名のままに、火や水（氷）、風、光を発生させることができる。多くの人間は、四大精霊のうち1体をパートナーとして生活している。人間の使う武器類の動力としても応用される。
アルデラ教の中では「神から遣わされた存在」として扱われており、虐待などは禁じられている。己の身を省みずパートナーを助けるなど、人間にとってあまりに都合のよすぎる存在であり、精霊の身体が寸分違わずどれも同一であるため、アナライ博士は彼らを「人工物ではないか」と推測している。
動力については「ソーラー発電」らしく、光の下に置くことで活力を得ていくが、長期間闇の中に閉じ込めると徐々に力が衰えてしまう。10代前半の子供程度の「認識力・思考力・判断力」を有しており、会話も可能でありパートナーを気遣う発言などもする。簡単な計算や歴史やたわいもない話などに受け答えでき、10歳未満の子供に「読み書き」を教えることも可能である。
パートナーを助けるためなら自爆することも厭わず、精霊の能力を行使して自発的に敵を倒そうとする。しかし、パートナーを人質にされて「逆らえば命を奪う」ことを宣言されると、「ロボット三原則」のためか攻撃することが一切出来なくなる。
また、自爆などの際に排出される、人間にとっての魂にあたる「魂石」を神殿に持っていけば蘇生が可能。パートナーである人間が死んだ場合、その家族や友人と新しく契約を交わすか、次のパートナーを見つけるため各地を放浪するようになる。魂石がある限りは記憶は残るため、その記憶が厄介な場合には、魂石を土に埋めて隠すことで情報漏洩を防げる。
火精霊
両手の火孔から火を生み出すことができる精霊。菜種を飲みこみ菜種油を抽出したり、待機中の酸素を溜め込んで燃やしたり、水から水素を分離することも可能。
風精霊
風を生み出すことができる精霊。送風・吸気による大気汚染の浄化と、吸気による掃除機能を有している。戦闘の際は空気圧縮により「風銃」の動力源となるため、近代戦において最も重要とされる。
水精霊
水や氷を生み出すことができる精霊。汚染水から有害物質をこし取るろ過機能を有し、大気中の水分を集めて行軍時の飲料水を補給したり、氷を医療用として使用することが可能。
光精霊
光を生み出すことができる精霊。日常生活においてのランプ代わりであり、必要に応じて、身体全体が発行する周照灯モードになる。戦闘の際は目眩ましなどの奇襲を用いる他、夜間の照明、光による軍事連絡にも利用される。
傍付精霊
カトヴァーナ帝国皇帝と契約を交わした精霊の総称。作中では、先王以前の代からいる傍付精霊と、シャミーユと契約したことで傍付精霊となった火精霊シアの２体がいる。国内に存在する全ての精霊に一斉にアクセスし勅命を流すなど、通常とは一線を画す能力を多数保有する。火精霊から傍付精霊になったシアの事例から推察するに、どの精霊でも特別な契約を施すことで、傍付精霊になる機能を有していると考えられる。

### 国家・部族
カトヴァーナ帝国
皇帝を頂点として成り立つ軍事国家。何百年にもわたり力を保ってきた国家であるが、近年ではかつての勢いはなくなり、政治的な失敗を軍事により取り繕うことが繰り返された結果、腐敗とともに国力は衰退しつつある。
国土の大半が熱帯に位置するため、香辛料を使った料理が多い。氷にシロップをかけた「氷菓」という甘味が存在するが、氷は保存しにくい貴重な資源であるため、祝い事の席などでしか振る舞われない。
第12巻において、帝国のある場所は「インド」にあたる位置であることが明かされた。
シナーク族
帝国北部に連なる大アラファトラ山脈に住む山岳民族。帝国の民であるが、内部の危険因子として扱われている。精霊をアルデラ教のような神の遣いとはせず、ともにある存在として信仰している。
キオカ共和国
帝国の東に位置する敵対国。帝国の政策の失敗を利用して発展を遂げ、帝国からの脱走者も受け入れるなど、目覚しい国力の発展が遂げられている。国家元首たる執政官は、国民の選挙によって選ばれる。
カトヴァーナ帝国がインドにあたることから、バングラディッシュやミャンマーなどに相当する地域であり、作中の描写から亜熱帯地域と見られる。
ラ・サイア・アルデラミン
カトヴァーナ帝国北方に位置するアルデラ教の総本山であり、アルデラ神軍なる軍事力も保有している。カトヴァーナ帝国・キオカ共和国に匹敵する国力を持っている。中国西部、パキスタン北部、タジキスタン、キルギスなどにあたる地域と見られる。帝国よりもかなり肌寒い地域であり、季節によっては雪に覆われることが多い。

### その他
アルデラ教
カトヴァーナ帝国やキオカ共和国などに広く布教されている宗教。カトヴァーナ帝国北方に位置する国家 ラ・サイア・アルデラミンを総本山とする。
科学
あらゆる物や出来事は「神によるもの」とされている考え方を否定する哲学、心理、及び実践研究。アナライ・カーン博士が提唱した。物事の根本を探求することで本質を見出すことを主体とする。
科学に造詣を持つ者たちは、科学者と呼ばれる。
アルデラミン
本作では、アルデラミンが北極星として信仰されている。アルデラミンとは、ケフェウス座アルファ星のことを指す。地球の歳差運動により、5000年後の西暦7500年には天の北極に3度まで近づき『北極星』になると予測されており、本作が「遥か未来の物語」であることを示唆している。

### 古代文明について
西暦2267年、人口が増え続ける中、発展途上国への貧困や衛生問題などの支援策として立花博士は、小型AIロボット『ARシリーズ』の制作をしていた。それは、途上国の人々の生活をサポートし、子供たちに読み書きを教えることで貧困から抜け出すキッカケを与えられる画期的な発明だった。
だが、宇宙に建造されていたベルトラム機関搭載の長距離宇宙船が、テロにより地上に落下し、ベルトラム機関の衝撃波と大津波で5億人もの人間が死亡。あらゆる情報網が使用不能になったことで、救援活動も困難を極め、さらにベルトラム波の影響で人類の生存率は低下していくことが予想された。そこで科学者たちは、遺伝子改変を行うことで、より過酷な環境でも耐えられる人間を造り出した。
しかし多くの被災者たちは、ARシリーズを受け入れて生活しながらも科学を憎むようになっており、彼らは宗教として『科学の排斥』を行うようになる。やがてARシリーズは『四大精霊』と名を変えて、アルデア教において「神の使い」として崇められるようになった。
ベルトラム波の半減期は非常に長く、5000年以上の気の遠くなるような年月が必要であった。やがて科学が再び人々により求められることを願って、立花博士は『精霊の試練』をクリアした者のために情報を残した。だが、帝国とキオカが戦争状態であったため、その情報開示は一時凍結され、二国間の戦争が終わった後に段階的に開示される運びになった。(第12巻より)

## 既刊一覧
- 宇野朴人（著）・さんば挿（イラスト、第1 - 5巻）・竜徹（イラスト、第6巻以降） 『ねじ巻き精霊戦記 天鏡のアルデラミン』 アスキー・メディアワークス→KADOKAWA〈電撃文庫〉、全14巻
  1. 2012年6月10日初版発行（同日発売[13]）、ISBN 978-4-04-886559-3
  2. 2012年11月10日初版発行（同日発売[14]）、ISBN 978-4-04-886988-1
  3. 2013年4月10日初版発行（同日発売[15]）、ISBN 978-4-04-891533-5
  4. 2013年9月10日初版発行（同日発売[16]）、ISBN 978-4-04-891906-7
  5. 2014年3月8日初版発行（同日発売[17]）、ISBN 978-4-04-866437-0
  6. 2014年10月10日初版発行（同日発売[18]）、ISBN 978-4-04-869011-9
  7. 2015年3月10日初版発行（同日発売[19]）、ISBN 978-4-04-869336-3
  8. 2015年10月10日初版発行（同日発売[20]）、ISBN 978-4-04-865456-2
  9. 2016年4月9日初版発行（同日発売[21]）、ISBN 978-4-04-865879-9
  10. 2016年7月9日初版発行（同日発売[22]）、ISBN 978-4-04-892196-1
  11. 2016年11月10日初版発行（同日発売[23]）、ISBN 978-4-04-892471-9
  12. 2017年7月7日初版発行（同日発売[24]）、ISBN 978-4-04-893219-6
  13. 2017年12月9日初版発行（同日発売[25]）、ISBN 978-4-04-893517-3
  14. 2018年8月10日初版発行（同日発売[26]）、ISBN 978-4-04-893962-1

## 漫画
- 宇野朴人（原作）・さんば挿（キャラクターデザイン）・竜徹（キャラクターデザイン）・ 川上泰樹（作画） 『ねじ巻き精霊戦記 天鏡のアルデラミン』 KADOKAWA〈電撃コミックスNEXT〉、全7巻
  1. 2014年10月10日発売[27]、ISBN 978-4-04-866915-3
  2. 2015年3月10日発売[28]、ISBN 978-4-04-869237-3
  3. 2015年10月10日発売[29]、ISBN 978-4-04-865435-7
  4. 2016年3月10日発売[30]、ISBN 978-4-04-865843-0
  5. 2016年7月9日発売[31]、ISBN 978-4-04-892137-4
  6. 2016年12月10日発売[32]、ISBN 978-4-04-892509-9
  7. 2017年6月9日発売[33]、ISBN 978-4-04-892973-8

## テレビアニメ
2015年10月に開催されたイベント「電撃文庫 秋の祭典2015」にてアニメ化が発表され、2016年7月から9月まで放送された。ナレーション担当はシャミーユ役の水瀬いのり。

### スタッフ
- 原作 - 宇野朴人（電撃文庫刊）[8]
- 原作キャラクター原案 - さんば挿[8]
- 原作イラスト - 竜徹[8]
- 監督 - 市村徹夫[8]
- シリーズ構成 - ヤスカワショウゴ[8]
- キャラクターデザイン - 香月邦夫[8]
- サブキャラクターデザイン - 平野勇一[8]
- メカ・プロップデザイン - 高倉武史[8]
- 美術設定 - 中島美佳[8]
- 美術監督 - 脇威志[8]
- 色彩設計 - 大野春恵[8]
- 撮影監督 - 伏原あかね[8]
- 3D監督 - 田中康隆[8]
- 編集 - 木村佳史子[8]
- 音響監督 - 岩浪美和[8]
- 音楽 - 井内啓二[8]
- 音楽プロデューサー - 中山信宏[8]
- プロデューサー - 中山信宏[8]、黒崎泰隆[8]、福田順[8]、伊藤幸弘[8]、吉田勇樹[8]
- アニメーションプロデューサー - 橋本健太郎[8]
- アニメーション制作 - マッドハウス[8]
- 製作 - 天鏡のアルデラミン製作委員会（ワーナー・ブラザース ホームエンターテイメント、KADOKAWA アスキー・メディアワークス、クロックワークス、BSフジ、マッドハウス）

### 主題歌
オープニングテーマ「天鏡のアルデラミン」
作詞・作曲 - 岸田 / 編曲・歌 - 岸田教団&THE明星ロケッツ
エンディングテーマ「nameless」
作詞・歌 - 鹿乃 / 作曲・編曲 - Tom-H@ck

### 各話リスト
| 話数       | サブタイトル             | 脚本             | 絵コンテ                   | 演出              | 作画監督                                                          | 総作画監督        |
| ---------- | ------------------------ | ---------------- | -------------------------- | ----------------- | ----------------------------------------------------------------- | ----------------- |
| Episode 01 | 嵐の邂逅                 | ヤスカワショウゴ | 市村徹夫                   | 松村政輝          | 平野勇一、香月邦夫                                                | 香月邦夫          |
| Episode 02 | 不本意なる褒賞           | ヤスカワショウゴ | 浅香守生                   | 若林邦甫          | 桜井このみ、飯飼一幸、佐藤このみ JEE JOONYYUN、ZANG YOU SHICK     | 宗崎暢芳          |
| Episode 03 | 高等士官学校の騎士団     | ヤスカワショウゴ | 伊藤尚往                   | 山口美浩          | 小畑賢、小林優子、服部益美                                        | 平野勇一          |
| Episode 04 | 永霊樹の番犬たち         | ヤスカワショウゴ | 古川知宏                   | 古川知宏          | 宮前真一                                                          | 香月邦夫          |
| Episode 05 | 二人でひとつ             | ヤスカワショウゴ | 篠原俊哉                   | 松村正輝          | 西川千尋                                                          | 平野勇一 前原桃子 |
| Episode 06 | 神の階の麓にて           | 大西信介         | 伊藤尚往                   | 八田洋介          | 宗崎暢芳、長坂慶太                                                | 香月邦夫          |
| Episode 07 | カトヴァーナ北域動乱     | 大西信介         | 浅香守生                   | 若林邦甫          | 小畑賢、坂友加里、木下由美子 服部益実、吉岡敏幸                   | 平野勇一          |
| Episode 08 | いつか、三度目に         | 大西信介         | 古川知宏                   | 古川知宏          | 宮前真一、日向正樹                                                | 香月邦夫          |
| Episode 09 | ささやかな面目の行方     | 大西信介         | 松村正輝                   | 松村正輝          | Lee Bang Won、Lee Min Bae Ryu Seung Cheol、Kim Bo Gyeong 宗崎暢芳 | 宗崎暢芳          |
| Episode 10 | ラ・サイア・アルデラミン | ヤスカワショウゴ | 小島正幸                   | 熨斗谷充孝        | 原田峰文、服部憲次 桝井一平、Kim Jin Young                        | 平野勇一          |
| Episode 11 | 常怠vs不眠               | ヤスカワショウゴ | 浅香守生                   | 籔田修平          | 菊池政芳、藤田真弓 日向正樹、西川千尋                             | 香月邦夫          |
| Episode 12 | 亡霊を狩るもの           | ヤスカワショウゴ | 大原実                     | 若林邦甫          | 谷口りつ子、大森亘 小林優子、飯田宏義                             | 平野勇一          |
| Episode 13 | たそがれの帝国にて       | ヤスカワショウゴ | 松村政輝 川尻善昭 市村徹夫 | 松村政輝 市村徹夫 | 宗崎暢芳、宮前真一                                                | 香月邦夫          |

### 放送局
| 放送期間                | 放送時間                     | 放送局     | 対象地域 | 備考                      |
| ----------------------- | ---------------------------- | ---------- | -------- | ------------------------- |
| 2016年7月9日 - 10月1日  | 土曜 1:05 - 1:35（金曜深夜） | TOKYO MX   | 東京都   |                           |
| 2016年7月10日 - 10月2日 | 日曜 23:00 - 23:30           | KBS京都    | 京都府   |                           |
| 2016年7月11日 - 10月3日 | 月曜 0:30 - 1:00（日曜深夜） | サンテレビ | 兵庫県   |                           |
|                         | 月曜 1:30 - 2:00（日曜深夜） | BSフジ     | 日本全域 | BS放送 / 製作委員会参加   |
|                         | 月曜 2:05 - 2:35（日曜深夜） | テレビ愛知 | 愛知県   |                           |
| 2016年7月12日 - 10月4日 | 火曜 0:00 - 0:30（月曜深夜） | AT-X       | 日本全域 | CS放送 / リピート放送あり |

### BD / DVD
| 巻 | 発売日         | 収録話          | 規格品番   | 規格品番   |
| 巻 | 発売日         | 収録話          | BD初回版   | DVD初回版  |
| -- | -------------- | --------------- | ---------- | ---------- |
| 1  | 2016年9月28日  | 第1話 - 第2話   | 1000621220 | 1000621227 |
| 2  | 2016年10月26日 | 第3話 - 第4話   | 1000621221 | 1000621228 |
| 3  | 2016年11月23日 | 第5話 - 第6話   | 1000621222 | 1000621229 |
| 4  | 2016年12月21日 | 第7話 - 第8話   | 1000621223 | 1000621230 |
| 5  | 2017年1月25日  | 第9話 - 第10話  | 1000621224 | 1000621231 |
| 6  | 2017年2月22日  | 第11話 - 第12話 | 1000621225 | 1000621232 |
| 7  | 2017年3月29日  | 第13話          | 1000621226 | 1000621233 |

### Webラジオ
『ねじ巻き精霊戦記 天鏡のアルデラミンwebラジオ 種田いのり帝国』のタイトルで2016年6月17日から10月7日まで毎週金曜日に音泉にて配信されていた。
架空の国「種田いのり帝国」をラジオ内で設定し、パーソナリティは「皇女」、リスナーは「臣民」となって、アニメ本編に登場する「カトヴァーナ帝国」以上の国作りを目指す「建国ラジオ番組」となっている。ラジオ内でメールを読まれる毎に臣民には褒章ポイントが1ポイント授与され、皇女が好感を抱いたメールには独断でポイント数が増える。3ポイント貯まる毎に番組特製ステッカーが授与され、さらに番組最終回までのポイント数上位5名の臣民には番組特製グッズが授与される。また、不敬なメール内容を送った臣民に対しては国外追放処分、または無人島行き処分、投獄処分となり、臣民の身分が剥奪されて今までのポイントが0ポイントとなり出禁扱いとなる。
パーソナリティ
- 種田いのり帝国 第一皇女：種田梨沙（ヤトリシノ・イグセム 役）
- 種田いのり帝国 第二皇女：水瀬いのり（シャミーユ・キトラ・カトヴァンマニニク 役）

ゲスト
- 千菅春香帝国 皇女：千菅春香（ハローマ・ベッケル 役） - 第3回
- 岸田教団&THE明星ロケッツ帝国 女王：ichigo（OP担当） - 第6回
- 種田いのり帝国 騎士：岡本信彦（イクタ・ソローク 役） - 第7回、第8回
- 鹿乃帝国 皇女：鹿乃（ED担当） - 第12回
- 種田いのり帝国 騎士：間島淳司（マシュー・テトジリチ 役） - 第14回
- 種田いのり帝国 騎士：金本涼輔（トルウェイ・レミオン 役） - 第15回

コーナー
伝令メール
アニメ、ラジオの感想などのふつおたを紹介する。
イグセム家、家訓！
アニメ本編の名家「イグセム家」に代々伝わる家訓を臣民から募集するコーナー。種田が家訓の成否を判定する。
カトヴァーナ帝国 称号授与式
「この称号が欲しい！」を思う新しい称号を臣民から募集するコーナー。水瀬が称号授与の成否を判定する。
新種精霊発見報告
アニメ本編の四大精霊の他に、臣民が発見した新種の精霊を募集するコーナー。種田と水瀬が精霊所望の成否を判定する。
種田いのり帝国 再入国審査
国外追放などの刑に処された元臣民に対して投稿出禁を解く再入国審査を行う番組末尾のおまけコーナー。再入国の意志がある元臣民が反省文・謝罪文を投稿し、種田と水瀬が判断して許可が下りた場合、臣民に復帰出来る。
| 発売日                                                                                 | 新規撮り下ろし特別版ゲスト                                                             | 過去配信回                                                                             | 備考 | 規格品番                                                                               |
| ラジオCD「ねじ巻き精霊戦記 天鏡のアルデラミンwebラジオ 種田いのり帝国」Vol.1〜臣民CD〜 | ラジオCD「ねじ巻き精霊戦記 天鏡のアルデラミンwebラジオ 種田いのり帝国」Vol.1〜臣民CD〜 | ラジオCD「ねじ巻き精霊戦記 天鏡のアルデラミンwebラジオ 種田いのり帝国」Vol.1〜臣民CD〜 | ラジオCD「ねじ巻き精霊戦記 天鏡のアルデラミンwebラジオ 種田いのり帝国」Vol.1〜臣民CD〜                                                      | ラジオCD「ねじ巻き精霊戦記 天鏡のアルデラミンwebラジオ 種田いのり帝国」Vol.1〜臣民CD〜 |
| -------------------------------------------------------------------------------------- | -------------------------------------------------------------------------------------- | -------------------------------------------------------------------------------------- | --- | -------------------------------------------------------------------------------------- |
| 2016年9月28日                                                                          | 岡本信彦                                                                               | 第1回 - 第8回                                                                          | ・番組オリジナルフラッグとの同時購入者には限定特典CD「種田いのり帝国 国歌」を進呈                                                           | TBZR-0732/0733                                                                         |
| ラジオCD「ねじ巻き精霊戦記 天鏡のアルデラミンwebラジオ 種田いのり帝国」Vol.2〜皇女CD〜 |                                                                                        |                                                                                        | |                                                                                        |
| 2016年11月30日                                                                         | -                                                                                      | 第9回 - 第17回                                                                         | ・音泉通販限定特典：ポストカード「種田いのり帝国 マップ」 ・番組オリジナルフラッグとの同時購入者には限定特典CD「種田いのり帝国 国歌」を進呈 | TBZR-0748/0749                                                                         |

| BSフジ 月曜 1:30 - 2:00枠（日曜深夜）                | BSフジ 月曜 1:30 - 2:00枠（日曜深夜） | BSフジ 月曜 1:30 - 2:00枠（日曜深夜）        |
| 前番組                                               | 番組名                                | 次番組                                       |
| ---------------------------------------------------- | ------------------------------------- | -------------------------------------------- |
| 俺がお嬢様学校に「庶民サンプル」としてゲッツされた件 | ねじ巻き精霊戦記 天鏡のアルデラミン   | レガリア The Three Sacred Stars（第5話以降） |

## ゲーム
ねじ巻き精霊戦記 天鏡のアルデラミン ROAD OF ROYAL KNIGHTS
スマートフォン向けのゲームアプリとして、2016年11月30日にAndroid版、2017年1月18日にiOS版が配信開始。ジャンルはリアルタイム戦略RPG。2017年12月19日をもってサービス終了。